# ليريوبية عشبية الأوراق
ليريوبية عشبية الأوراق (الاسم العلمي:Liriope graminifolia) هي نوع من النباتات تتبع جنس الليريوبية من الفصيلة الهليونية.